# Lee In-jae
Lee In-jae (koreanisch  이인재; * 13. Mai 1992) ist ein südkoreanischer Fußballspieler. Aktuell steht er bei Ansan Greeners FC unter Vertrag.

## Karriere

### Jugendzeit
Seine Ausbildung absolvierte er an der Dankook-Universität ab, die er 2014 abschloss.

### Fußball-Karriere in Südkorea
Nach seiner Ausbildung ging er zum Drittligisten Ulsan Hyundai Mipo Dolphins FC. 2015 gewann er mit Ulsan Mipo die Ligameisterschaft und  2016 zu der Ligameisterschaft auch den Ligapokal. Ende 2016 wechselte er zum neuen Verein Ansan Greeners FC, den Nachfolgeverein von Ulsan Hyundai Mipo Dolphins FC.

## Erfolge
- 2× Ligameister der Korea National League: 2015 & 2016
- 1× Ligapokalsieger der Korea-National-League-Pokal: 2016